# A Filha de Madame Betina
A Filha de Madane Betina é um filme de comédia brasileiro de 1973, escrito, dirigido e protagonizado por Jece Valadão para a Magnum Filmes. É a sequência do filme de 1971, "O Enterro da Cafetina" e se chamaria "A filha da cafetina" mas, por problemas com a Censura da época, teve o nome substituído. Trilha sonora de Erlon Chaves e inclui músicas de Saint-Preux, Franz Lehar e Leo Bard.

## Elenco
- Jece Valadão...Otávio
- Geórgia Quental...Margot Lovestein
- Paulo Fortes...Gianini
- Vera Gimenez...Selma
- Otávio Augusto...Bruno
- Arthur Costa Filho
- Martim Francisco...Rolando (substituindo o ator Fernando José)
- Elza Gomes...Madame Betina (em flashbacks)
- Henriqueta Brieba...Irmã Caridade, Madre superiora (apareceu no primeiro filme em papel diferente)
- Abel Pêra (apareceu no primeiro filme em papel diferente)
- Carlos Alberto de Souza Barros
- Jotta Barroso
- Antonio Vitor...Ricardo, pai de Margot
- Jorge Cherques...Jorge, o vizinho (apareceu no primeiro filme em papel diferente)
- Rita de Cássia
- Miguel Ângelo
- Victor Zambito

## Sinopse
Terminada a cerimônia do funeral de Madame Betina, Otávio volta para casa onde é procurado por um tabelião que lhe diz que a falecida lhe deixara como herança a grande quantia de 2 bilhões de cruzeiros. Mas Otávio só receberá o dinheiro após se casar com a filha de Madame Betina, Margot Lovestein. Ninguém conhece a moça e nem seu paradeiro então Otávio pede ajuda aos amigos para tentar localizá-la. Depois de algumas procuras, Otávio resolver colocar um anúncio no jornal que é visto por Margot. Ela manda a amiga Selma se passar por ela para investigar Otávio mas ao saber da cláusula do casamento não demonstra interesse pois espera por uma prometida herança de seu pai idoso milionário.